# Universidade Estadual Paulista Júlio de Mesquita Filho
L'Universidade Estadual Paulista Júlio de Mesquita Filho (UNESP) est, avec l'USP, l'UFABC, l'Universidade Federal de São Paulo, l'UFSCar (en) et l'UNICAMP, l'une des six universités publiques de l'État de São Paulo. On y retrouve environ 40 000 étudiants répartis sur 23 campus.
L'UNESP est fondée en 1976 de la réunion de 12 facultés indépendantes dont la plus importante, la Faculté de pharmacie et d'odontologie d'Araraquara, a été fondée en 1923. En 2012, elle comprend notamment 33 facultés, 30 bibliothèques, 2 hôpitaux, 3 centres hospitaliers vétérinaires et 5 fermes.

## Administration

### Recteurs
- Luis Ferreira Martins (10/03/1976 – 09/03/1980)
- Armando Octávio Ramos (10/03/1980 – 08/03/1984)
- Manuel Nunes Dias (27/03/1984 – 31/07/1984), pro-tempore
- Jorge Nagle (01/08/1984 – 16/01/1989)
- Milton Barbosa Landim (17/01/1989 – 15/01/1993)
- Artur Roquete de Macedo (16/01/1993 – 14/01/1997)
- Antônio Manuel dos Santos Silva (15/01/1997 – 14/01/2001)
- José Carlos Souza Trindade (15/01/2001 – 14/01/2005)
- Marcos Macari (15/01/2005 - 14/01/2009)
- Herman Jacobus Cornelis Voorwald (15/01/2009 - 14/01/2013)
- Julio Cezar Durigan (15/01/2013 - 14/01/2017)
- Sandro Roberto Valentini (15/01/2017 - 14/01/2021)
- Pasqual Barretti (15/01/2021 - titulaire)

## Campus
- UNESP, Campus Araçatuba
  - Faculté de médecine dentaire d'Araçatuba (FOA)
  - Faculté de médecine vétérinaire (FMVA)
- UNESP, Campus Araraquara
  - Faculté des sciences pharmaceutiques (FCF)
  - Faculté des sciences et des lettres (FCLAr)
  - Faculté de médecine dentaire (FOAr)
  - Institut de chimie (IQ)
- UNESP, Campus Assis
  - Faculté des sciences et des lettres (FCL)
- UNESP, Campus Bauru
  - Faculté d'architecture, d'arts, de communication et de design (FAAC)
  - Faculté des sciences (FC)
  - Collège d'ingénierie (FEB)
- UNESP, Campus Botucatu
  - Faculté des sciences agronomiques (FCA)
  - Faculté de médecine (FMB)
  - Faculté de médecine vétérinaire et des sciences animales (FMVZ)
  - Institut des biosciences (IB)
- UNESP, Campus expérimental de Dracena
- UNESP, Campus Franca
  - Faculté des sciences humaines et sociales (FCHS)
- UNESP, Campus Guaratinguetá
  - Collège d'ingénierie (FEG)
- UNESP, Campus Ilha Solteira
  - Collège d'ingénierie (FEIS)
- UNESP, Campus expérimental de Itapeva
- UNESP, Campus Jaboticabal
  - Faculté des sciences agricoles et vétérinaires (FCAV)
- UNESP, Campus Marília
  - Faculté de philosophie et des sciences (FFC)
- UNESP, Campus expérimental de Ourinhos
- UNESP, Campus Presidente Prudente
  - Faculté des sciences et de la technologie (FCT)
- UNESP, Campus expérimental de Registro
- UNESP, Campus Rio Claro
  - Institut des biosciences (IB)
  - Institut des géosciences et des sciences exactes (IGCE)
- UNESP, Campus expérimental de Rosana
- UNESP, Campus São José do Rio Preto
  - Institut des biosciences, des lettres et des sciences exactes (IBILCE)
- UNESP, Campus São José dos Campos
  - Institut des sciences et de la technologie (ICT)
- UNESP, Campus São Paulo
  - Institut des Arts (IA)
  - Institut de physique théorique (IFT)
- UNESP, Campus du Litoral Paulista
  - Institut des biosciences (IBLP)
- UNESP, Campus Sorocaba
  - Institut des sciences et de la technologie (ICTS)
- UNESP, Campus Experimental de Tupã